# Municipio de Mecatlán
El municipio de Mecatlán se encuentra ubicado en la zona norte del estado de Veracruz en la región llamada Totonacapan. Su cabecera es la localidad de Mecatlán. Mecatlán significa también lugar de los bejucos. Es uno de los 212 municipios de la entidad. Está ubicado en las coordenadas 20°13” latitud norte y 97°41” longitud oeste, y cuenta con una altura de 860 m s. n. m.
El municipio lo conforman dieciséis localidades en las cuales habitan 11.256 personas, es un municipio categorizado como rural.
Mecatlán tiene un clima principalmente cálido, con lluvias abundantes principalmente en verano y algunas más en otoño.
El municipio de Mecatlán celebra sus tradicionales fiestas en honor al santo patrono San José en los días del 19 al 21 de marzo, el 6 de enero celebran la fiesta Epifanía, y del 29 de septiembre al 6 de octubre celebran la feria en honor de san Miguel Árcangel.

## Límites
- Norte: Coyutla.
- Sur:  Filomeno Mata y el Estado de Puebla.
- Este: Coxquihui y  Chumatlán.
- Oeste:  Filomeno Mata

### Localización
Se encuentra ubicado en la zona norte del Estado, en las coordenadas 20° 13' de latitud Norte y 97° 41' de longitud Oeste, a una altitud de 860 metros sobre el nivel del mar. Limita al norte con Coyutla, al noreste con Chumatlán, al noroeste con Coahuitlán, al sureste con Coxquihui y al suroeste con Filomeno Mata. Su distancia al noroeste de la capital del Estado, por carretera, es de 327 km.

### Extensión.
Tiene una superficie de 43.65 km²; cifra que representa un 0.06% total del Estado.

### Orografía.
El municipio se encuentra ubicado en la zona norte del Estado, sobre las estribaciones de la sierra de Papantla, siendo su topografía bastante irregular.

### Clima.
pertenece al grupo A que corresponde a un clima cálido húmedo con una temperatura promedio de 25.5 °C,.; su precipitación pluvial media anual es de 1,579.8 milímetros, mientras que la precipitación del mes más seco es de 75 mm anuales. Cuenta con 2 o 3 meses secos al año.

### Flora.
La vegetación es abundante en especies vegetales como el cedro, la caoba, la ceiba, la chaca, la higuera, el sauce, el zapote mamey, el nanche, la guácima, la pimienta, el plátano, el café, la vainilla, la papaya, los cítricos (naranja, lima, limón, mandarina, tangerina, mónica), el mango, la caña, la pomarosa, los chalahuites, la guanábana, la guayaba, etcétera.
| Congregación | Tipo de Elección |
| Flores Magón | Plebiscito       |

| Presidente                  | Partido              | Periodo   |
| Mateo Espinoza Ibarra.      |                      | 1958-1961 |
| Lauro Becerra González.     |                      | 1955-1958 |
| Miguel Andrés Espinoza.     |                      | 1961-1964 |
|                             |                      | 1964-1967 |
| Domingo Tirso Arroyo.       |                      | 1967-1970 |
| Vicente Moreno Arias.       |                      | 1970-1973 |
| José M. García Asunción.    |                      | 1973-1976 |
| Cirilo Tirso Luis.          |                      | 1976-1979 |
| Gabriel Gómez Reyes.        |                      | 1979-1982 |
| Juan Pérez Cuevas.-         |                      | 1982-1985 |
| Vicente Moreno González.    |                      | 1985-1988 |
| Domingo Reyes Tirso.        | PRI                  | 1988-1991 |
| José Luis García Gaona.     | PRI                  | 1992-1994 |
| Darío de Jesús Salvador.    | PAN                  | 1995-1997 |
| Salvador García Arcos.      | PRD                  | 1998-2000 |
| Antonio Gaona García        | CUV                  | 2001-2004 |
| Darío de Jesús Salvador     | PAN                  | 2005-2007 |
| Aldo Gregorio Becerra Tirso | CAFV                 | 2008-2010 |
| Miguel González Antonio     | PAN-PNA              | 2011-2013 |
| Geronimo Luis Hernández     | PT                   | 2014-2016 |
| José Manuel Marcos Juárez   | Nueva Alianza        | 2018-2021 |
| Bonifacio Antonio Sosa      | Movimiento Ciudadano | 2022-2025 |

## Faunade Mecatlan.

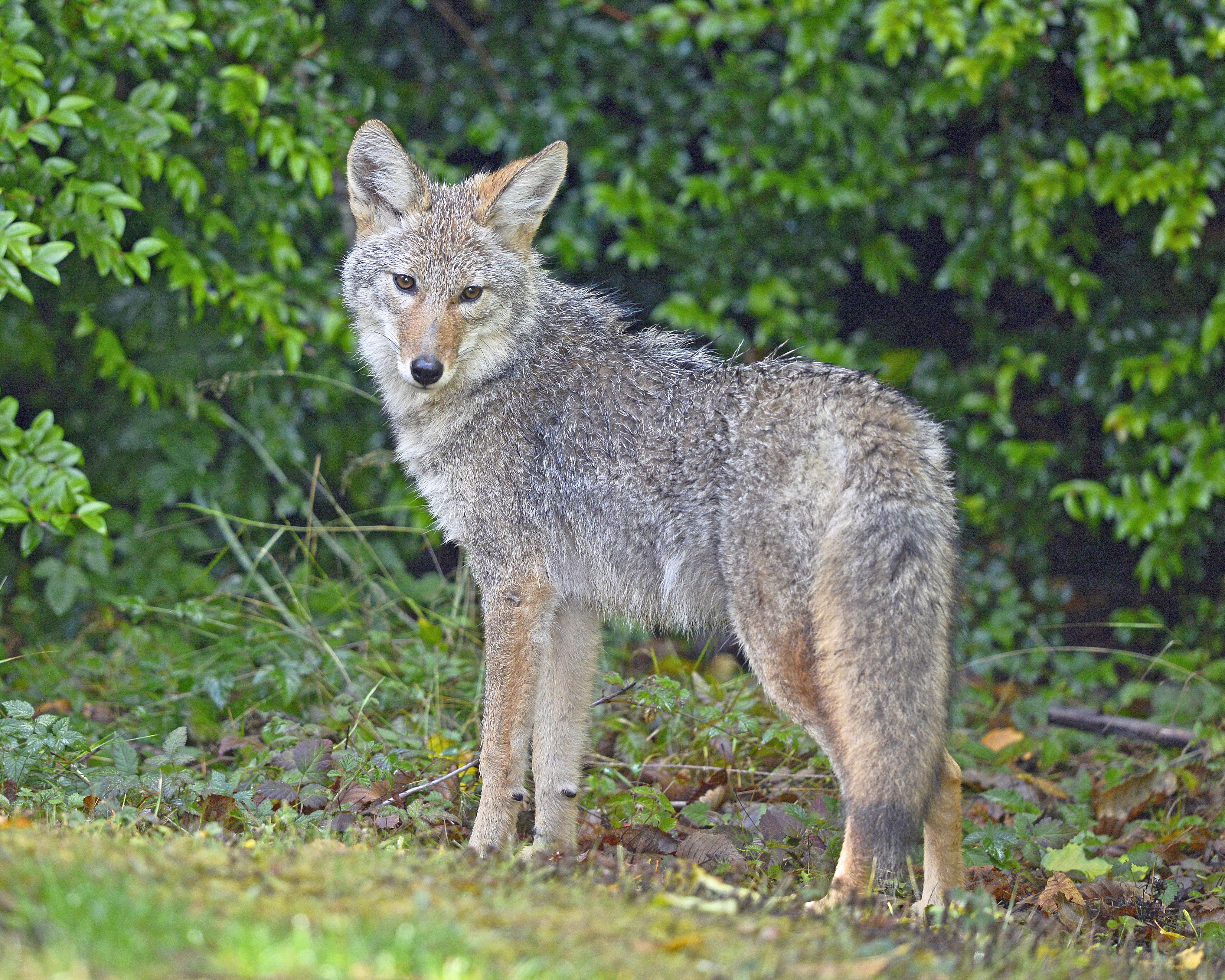
coyote
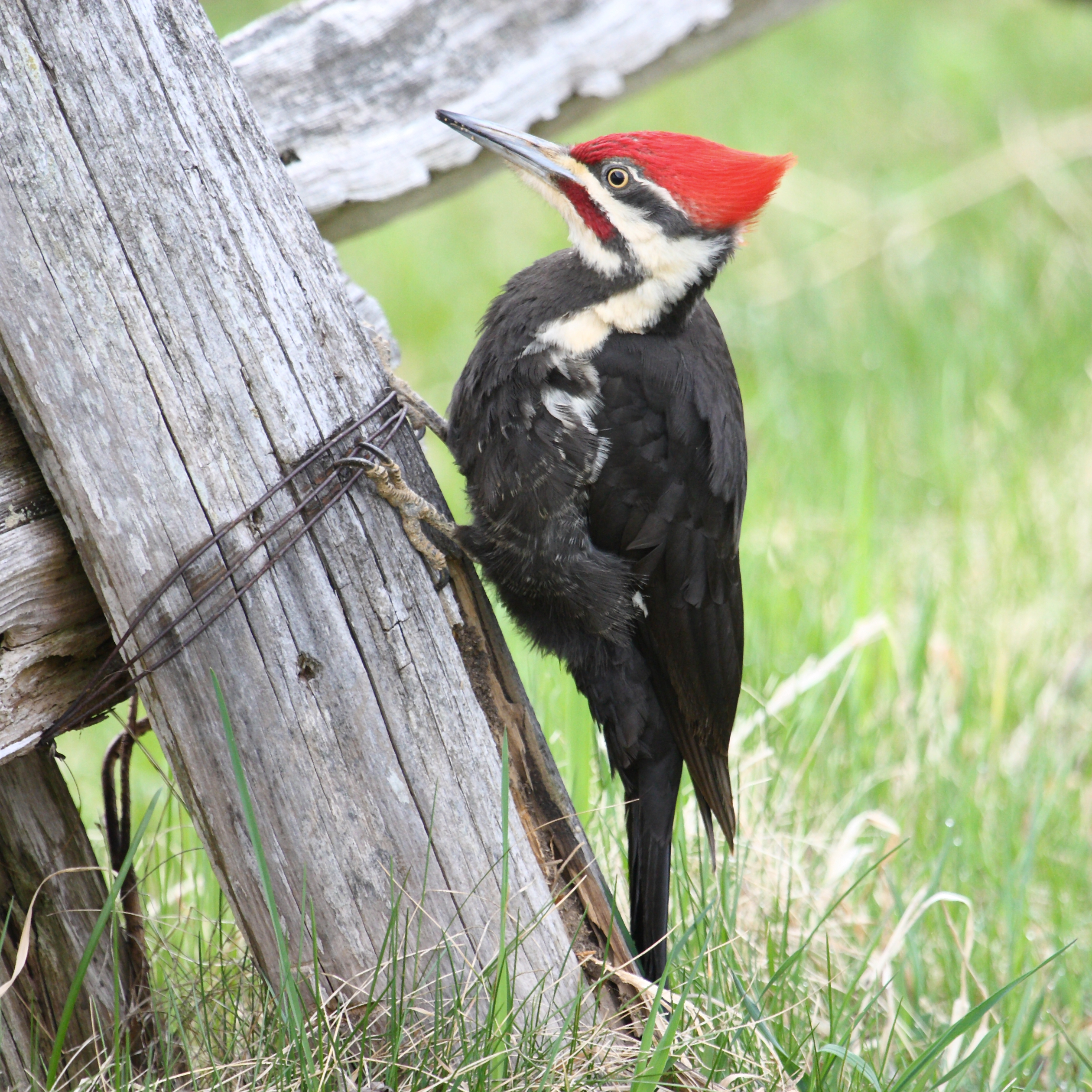
pájaro carpintero
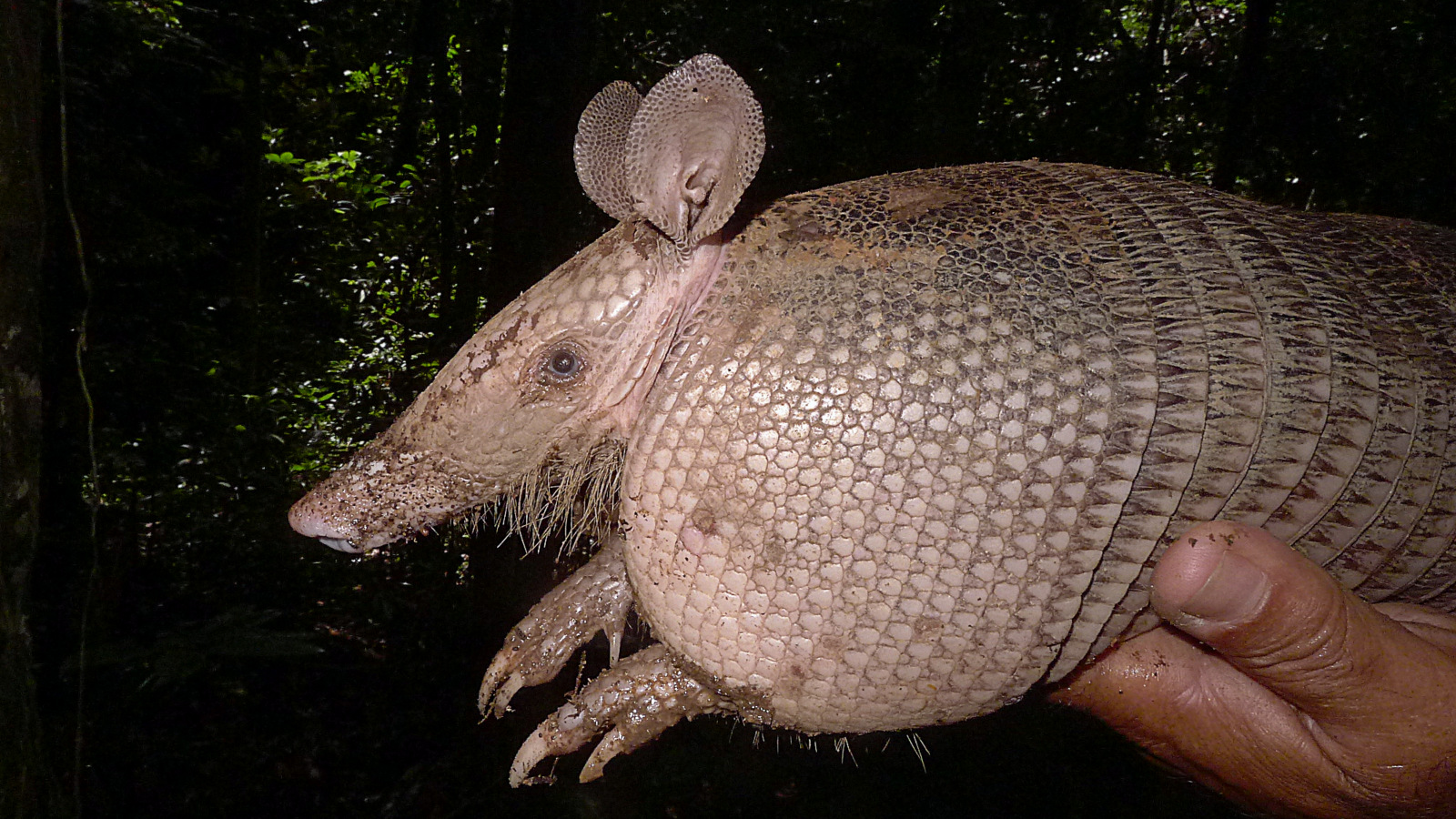
armadillo
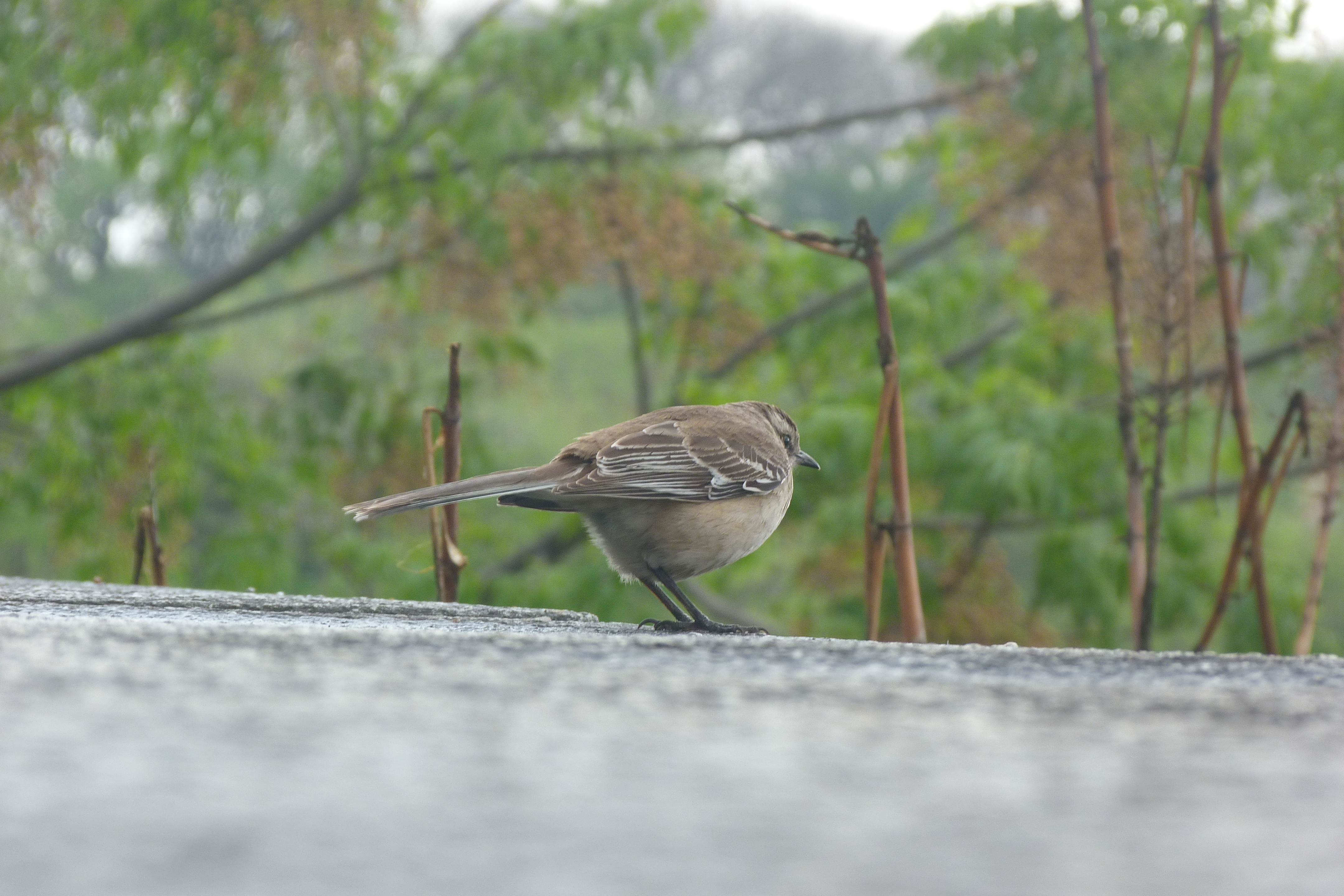
Calandria común
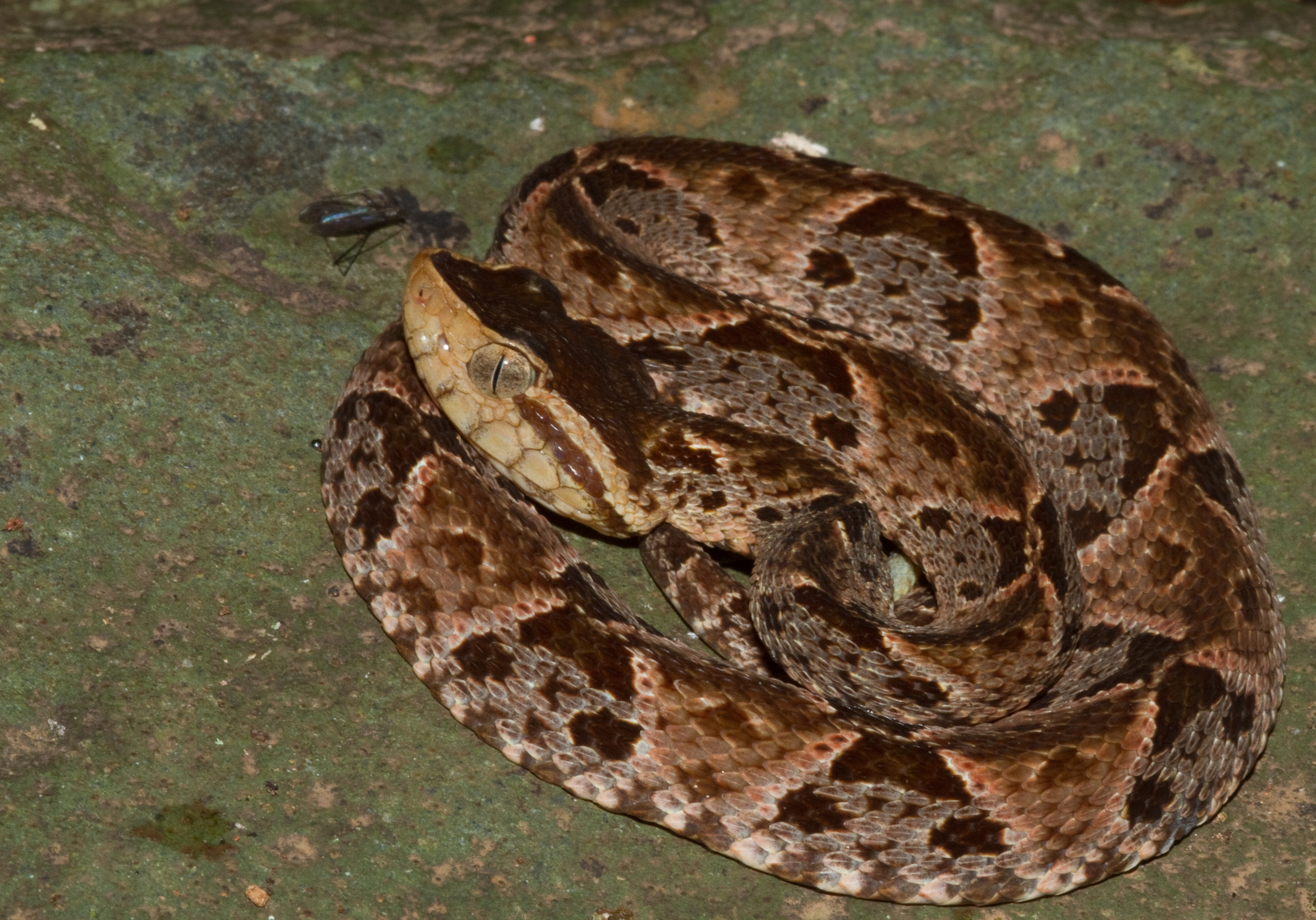
Bothrops asper
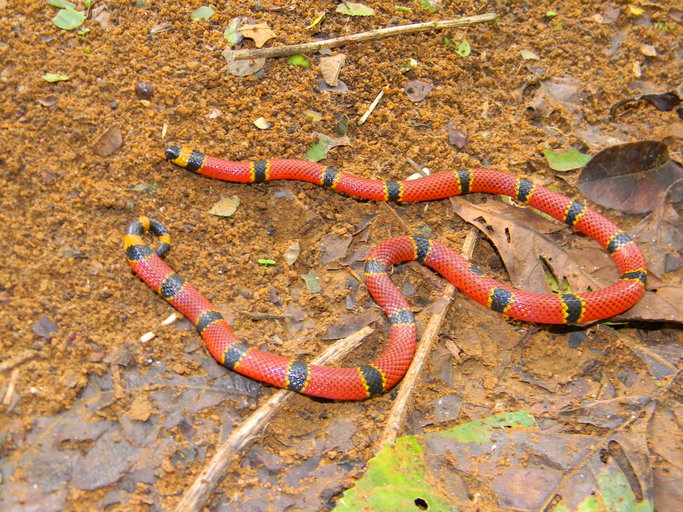
Micrurus browni
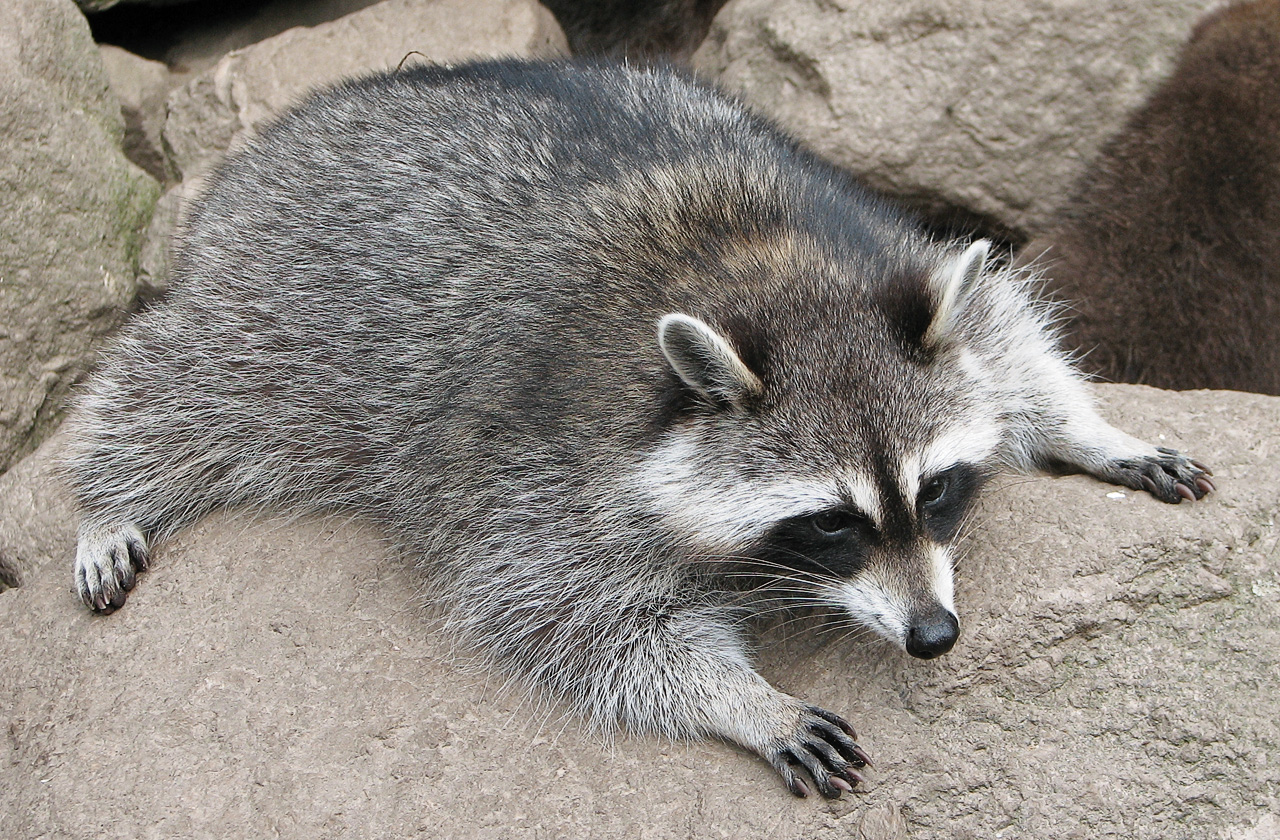
mapache
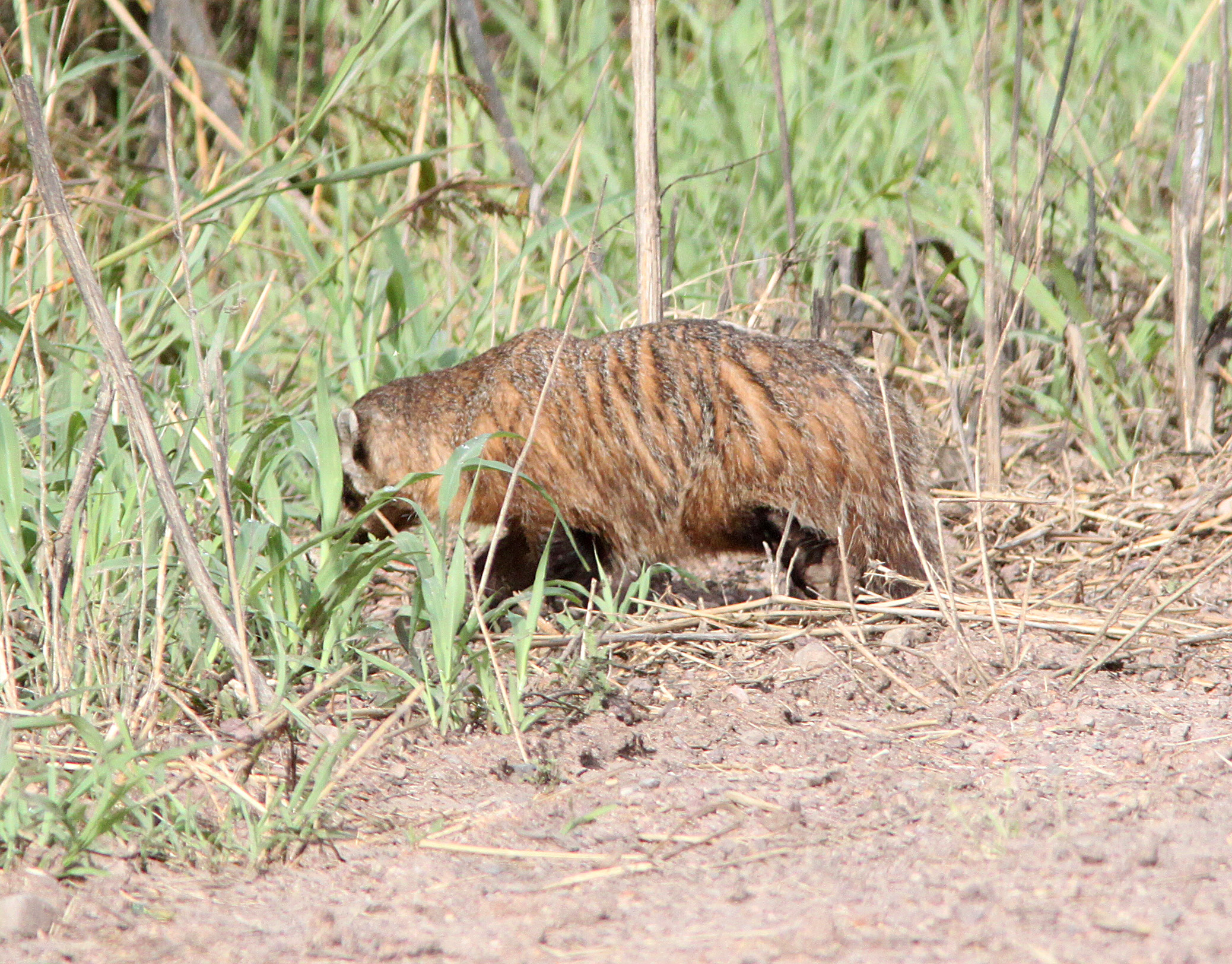
tejón
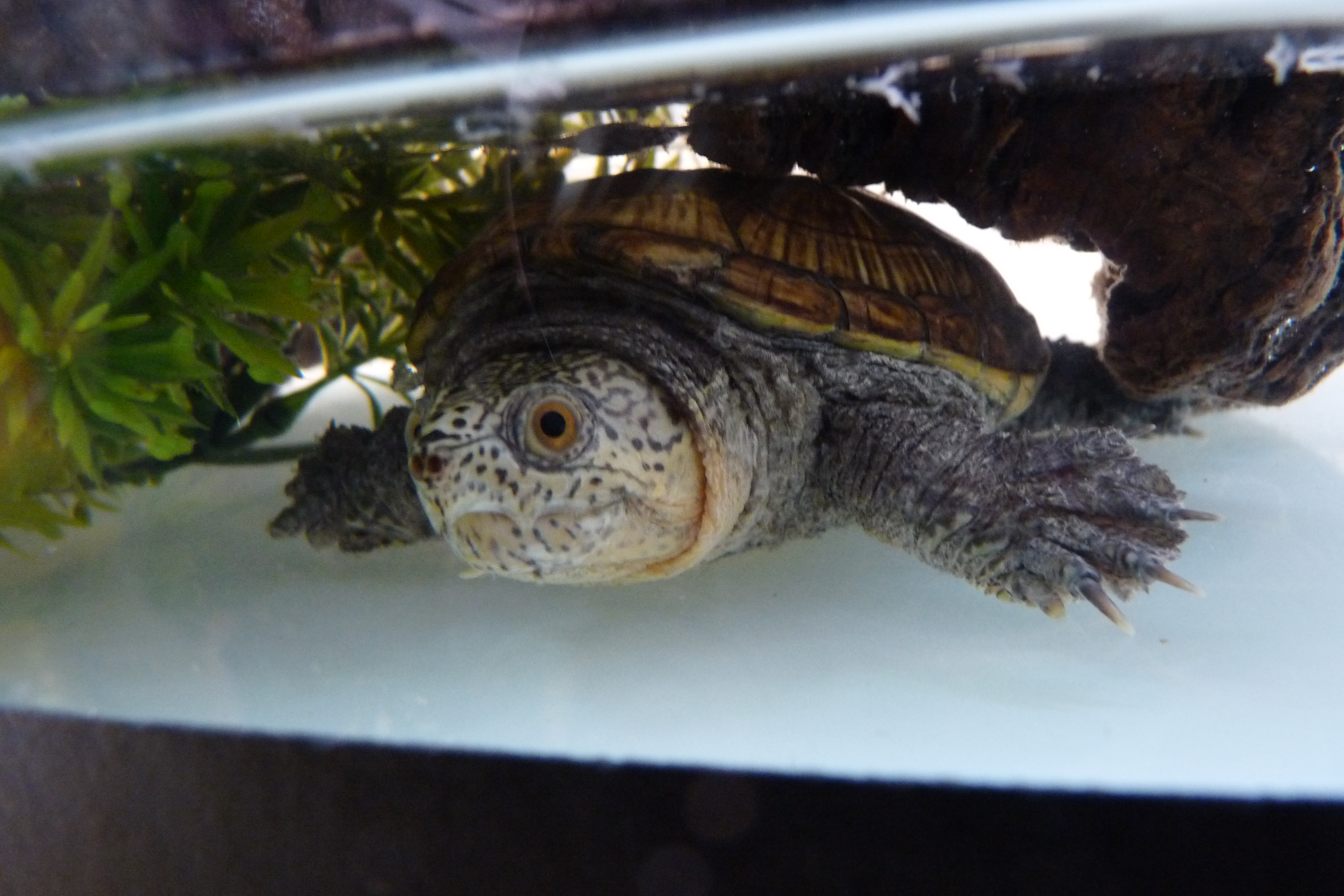
tortuga
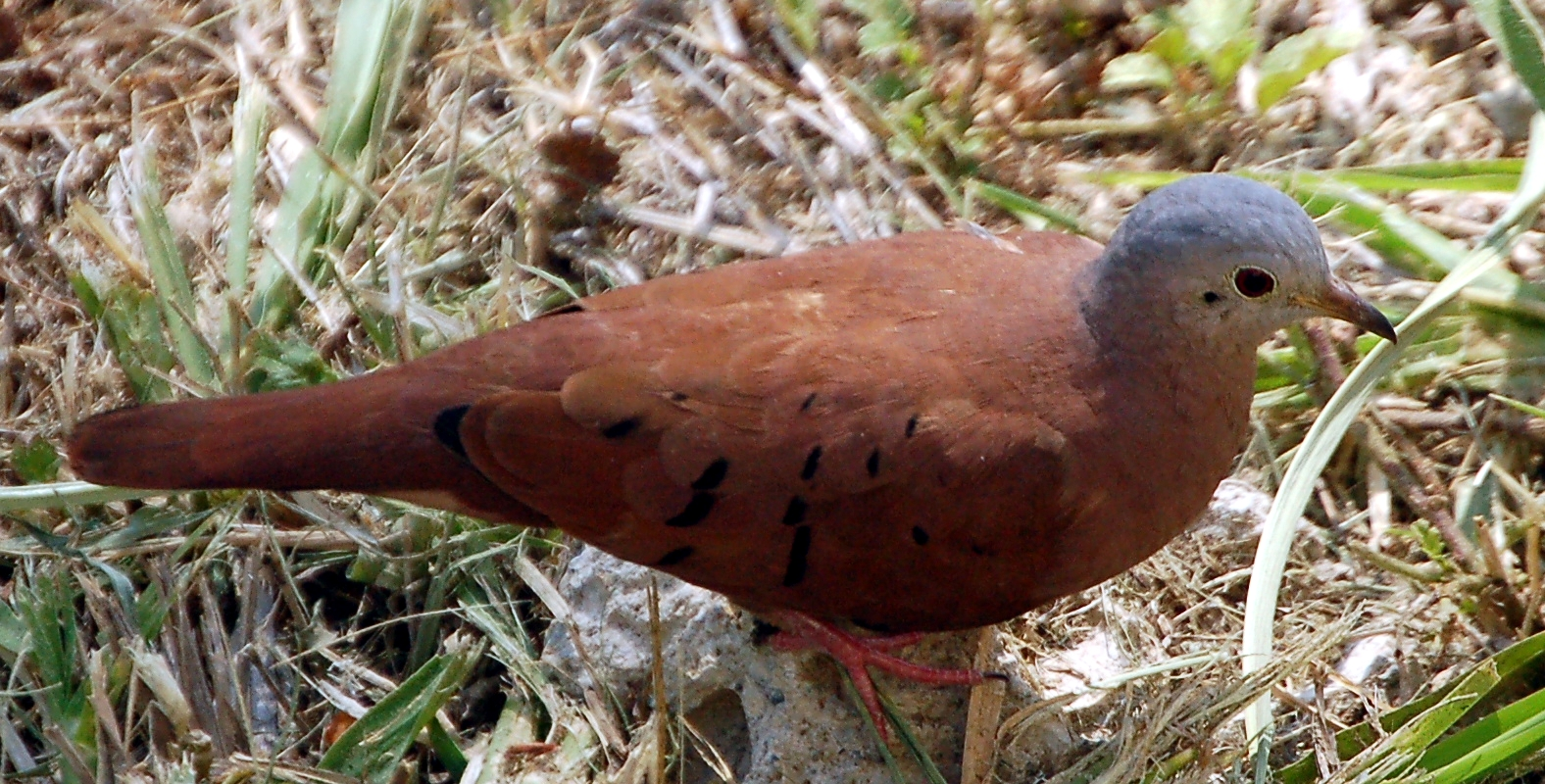
Columbina talpacoti
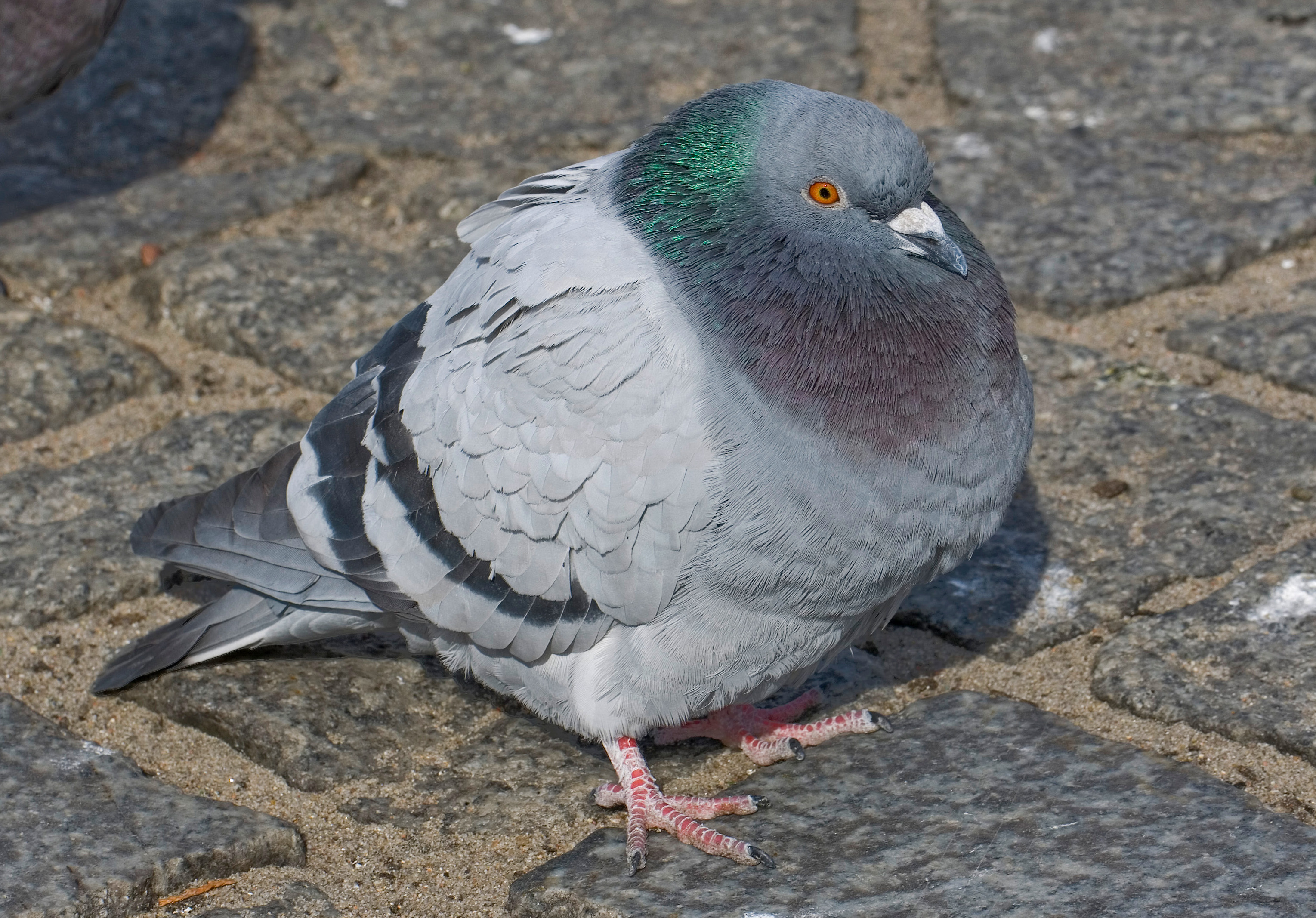
La paloma animal común de Mecatlan.